# Blood Fire Death
Blood Fire Death — четвёртый студийный альбом шведской группы Bathory, выпущенный 8 октября 1988 года на лейбле Under One Flag. Альбом состоит в основном из блэк-метала, но содержит первые отголоски викинг-метала.
В 2009 году IGN включил Blood Fire Death в список «10 великих блэк-металлических альбомов».

## Об альбоме
Текст песни «For All Those Who Died» был взят из стихотворения Эрики Йонг, впервые опубликованного в её книге «Witches» (1981), а первые три четверостишья песни «A Fine Day to Die» взяты из «Песни Кассильды» Роберта У. Чемберса «Король в жёлтом».
Обложка взята с картины Петера Николая Арбо «Дикая охота Одина» (1872). Во вступительном треке «Odens Ride over Nordland» используется мотив Дикой охоты. Blood Fire Death закрепил этот мотив в метал-культуре.

## Значение
В марте 2023 года группа авторов американского издания Rolling Stone включила песню «A Fine Day to Die» данного альбома в список «100 величайших хеви-метал песен всех времён». В этом рейтинге она заняла 76-ю позицию, заметку о ней составил Ким Келли.

## Список композиций
| №  | Название                     | Длительность |
| -- | ---------------------------- | ------------ |
| 1. | «Odens Ride Over Nordland»   | 2:59         |
| 2. | «A Fine Day to Die»          | 8:35         |
| 3. | «The Golden Walls of Heaven» | 5:22         |
| 4. | «Pace 'Till Death»           | 3:39         |
| 5. | «Holocaust»                  | 3:25         |

| №  | Название                 | Длительность |
| -- | ------------------------ | ------------ |
| 6. | «For All Those Who Died» | 4:57         |
| 7. | «Dies Irae»              | 5:11         |
| 8. | «Blood Fire Death»       | 10:28        |
| 9. | «Outro»                  | 0:58         |

## Участники записи
- Quorthon — гитара, вокал
- Kothaar — бас
- Vvornth — ударные